# Tanteuxenita-(Y)
La tanteuxenita-(Y) és un mineral de la classe dels òxids, que pertany al grup de l'euxenita. Rep el nom pel seu contingut en tàntal i per la seva similitud amb l'euxenita-(Y).

## Característiques
La tanteuxenita-(Y) és un òxid de fórmula química Y(Ta,Nb,Ti)₂(O,OH)₆. La seva duresa a l'escala de Mohs es troba entre 5 i 6. És un mineral isostructural amb l'euxenita-(Y).
Segons la classificació de Nickel-Strunz, la tanteuxenita-(Y) pertany a «04.DG: Òxids i hidròxids amb proporció Metall:Oxigen = 1:2 i similars, amb cations grans (+- mida mitjana); cadenes que comparteixen costats d'octàedres» juntament amb els següents minerals: euxenita-(Y), fersmita, kobeïta-(Y), loranskita-(Y), policrasa-(Y), uranopolicrasa, itrocrasita-(Y), fergusonita-(Y)-β, fergusonita-(Nd)-β, fergusonita-(Ce)-β, itrotantalita-(Y), foordita, thoreaulita i raspita.

## Formació i jaciments
Va ser descoberta al camp de pegmatites de Cooglegong, al districte del riu Shaw del comtat d'East Pilbara, a Austràlia Occidental (Austràlia). També ha estat descrita en altres indrets d'Austràlia, així com a Àustria, Bulgària, Itàlia, Suècia, la República Democràtica del Congo, i els estats nord-americans de Michigan, Connecticut i Texas.